# Malé Hradisko
Malé Hradisko település Csehországban, a Prostějovi járásban. Malé Hradisko Buková, Ptení, Stínava, Protivanov, Lipová és Březina településekkel határos. Lakosainak száma 387 fő (2024. január 1.).

## Népesség
A település lakosságának változását az alábbi diagram mutatja:
| Lakosok száma | 954  | 1103 | 957  | 762  | 567  | 369  | 371  | 362  | 367  | 387  |
|               | 1869 | 1900 | 1921 | 1961 | 1980 | 2011 | 2016 | 2019 | 2021 | 2024 |